# Edge of Darkness (Soundtrack)
Edge of Darkness ist ein Soundtrack von Eric Clapton und Michael Kamen für die britische Fernsehserie Edge of Darkness. Der Soundtrack erhielt den Ivor Novello Award für Songwriting und Komposition sowie den BAFTA Award 1986 in der Kategorie Best Music. Der Titelsong erreichte Platz 65 der britischen Charts im Jahr 1986.

## Hintergrund
Es war das erste Mal, dass Clapton einen Soundtrack für Film bzw. Fernsehen komponiert hat. Kurz nachdem er mit Kamen Terry Gilliams Film Brazil besucht hatte, bekam Clapton eine Anfrage von der BBC mit der Bitte, die Musik für Edge of Darkness zu komponieren. Clapton bat Kamen dabei um Unterstützung.

## Rezeption
The Age wertete den Soundtrack als herausragend (...outstanding) und The Atlanta Journal-Constitution bezeichnete das Werk als besonders bemerkenswert (...particularly noteworthy).

## Titelliste
1. Edge of Darkness (3:19)[1]
2. Shoot Out (3:48)
3. Obituary (2:09)
4. Escape From Northmoor (3:09)
5. Oxford Circus (3:17)
6. Northmoor (3:02)

## Veröffentlichungen
Der Soundtrack wurde ursprünglich auf einer 45 Rpm 12" LP und Kompaktkassette veröffentlicht. Im Februar 1989 erschien der Soundtrack auf CD. Ebenfalls wurde eine Live-Version zusammen mit der 24 Nights-Version von Wonderful Tonight einzeln, sowie auf 24 Nights 1991 veröffentlicht.